# Las siervas

Las siervas es una película documental de Argentina dirigida por Edmund Valladares de 1973 que no se estrenó comercialmente. Blanca Ibarlucía colaboró en la investigación.

## Sinopsis
Es un filme sobre la migración de la mujer del interior a las grandes urbes, que tenía casi como único destino vivir del servicio doméstico o la prostitución. El filme muestra cómo esta degradación de la mujer del interior desintegraba las posibilidades individuales y generales de su futuro personal y familiar.
Fue filmada en Tucumán, Santiago del Estero, Rosario, Córdoba y La Pampa.